# Stubička Slatina
Stubička Slatina is een plaats in de gemeente Oroslavje in de Kroatische provincie Krapina-Zagorje. De plaats telt 683 inwoners (2001).